# 長島真祐
長島 真祐（ながしま しんすけ、1976年7月24日 - ）は、日本の男性声優、ナレーター。神奈川県横浜市出身。フリー。

## 略歴
ゲーム『エターナルメロディ』がきっかけで、職業としての声優を選ぶ。
神奈川県立光陵高等学校卒業。以前はオフィスPACに所属していた。

## 人物
特技はバレーボール、水泳。

## 出演

### テレビアニメ
2008年
- スティッチ!（修理工A）
- テイルズ オブ ジ アビス（神託の盾兵）
- 忍者玉丸（デカ丸）

2009年
- 機動戦士ガンダム00 セカンドシーズン（カタロン艦長）
- 鋼の錬金術師 FULLMETAL ALCHEMIST（フォッカー、技師A）

2010年
- RAINBOW-二舎六房の七人-（看守）

2011年
- TIGER & BUNNY（記者）
- しまじろう ヘソカ

2012年
- アクエリオンEVOL（一般兵B）
- LUPIN the Third -峰不二子という女-（警備兵）

2014年
- 牙狼〈GARO〉 -炎の刻印-（オヤジ）

2016年
- 機動戦士ガンダムUC RE:0096（ネオ・ジオン兵、黒服）

2018年
- ルパン三世 PART5（アムル）

### 劇場アニメ
- 劇場版 機動戦士ガンダム00 -A wakening of the Trailblazer-（2010年、首席補佐官[10]）
- マルドゥック・スクランブル 燃焼（2011年、軍人）

### OVA
- COBRA THE ANIMATION（2008年）
- 機動戦士ガンダムUC（2011年、ネオジオン兵）
- 機動戦士ガンダムUC（2012年、黒服）

### ゲーム
- ゼルダ無双（2014年、ゴロン将）
- グランブルーファンタジー（2014年 - 2023年、ダリル[11] 他[12]）

### 吹き替え

#### 映画
- AVA ジャッジメント・デイ
- アポロ18
- 奇跡のロングショット（ダッシュ・ミホク）
- サウスランド・テイルズ
- サボタージュ（グラインダー〈ジョー・マンガニエロ〉）
- スクリーム4: ネクスト・ジェネレーション
- ステルスX
- セットアップ（ピーティ〈ランディ・クートゥア〉）
- ゼブラ軍団（アール・ラビントン〈ロックニ・ターキントン）
- ゾンビ（バーマン〈デヴィット・アーリー〉）※DVD版
- タイタンの逆襲（セロン）
- 007 スカイフォール（警官）
- タワーリング・インフェルノ（マーク・パワーズ）※BSジャパン版
- 地球が凍りつく日
- テイカーズ（ジェイク・アッティカ）
- 天使と悪魔（隊員2）
- ハリー・ポッターと死の秘宝 PART2（イアン）
- バリスティック
- ミュータント・タートルズ（リベッティ）
- 燃えよ!ピンポン
- モンスターズ/地球外生命体

#### ドラマ
- ALCATRAZ/アルカトラズ
- ALPHAS/アルファズ
- 恐竜SFドラマ プライミーバル
- 階伯〔ケベク〕
- グッド・ワイフ
- クリミナル・マインド FBI行動分析課
- クリミナル・マインド 特命捜査班レッドセル
- コールドケース7 ザ・ファイナル
- ザ・パシフィック
- しあわせの処方箋
- 水滸伝 All Men Are Brothers（魯智深、張都監、黄信、郁保四、劉大公）
- スリーピー・ホロウ
- ゾウズ・フー・キル 殺意の深層
- 太陽を抱く月
- デスパレートな妻たち
- 跳べ!ロックガールズ 〜メダルへの誓いシーズン4
- ナース・ジャッキー
- 犯罪捜査官 アナ・トラヴィス
- 馬医
- 武神
- BONES
- 誘拐交渉人 裏切りの陰謀（ショーン・クーパー）
- ラコニア号 知られざる戦火の奇跡
- リゾーリ&アイルズ2
- リンガー 〜2つの顔〜
- レバレッジ 〜詐欺師たちの流儀
- ロイヤル・スキャンダル 〜エリザベス女王の苦悩〜
- 私はラブ・リーガル2、3

#### アニメ
- アーサー・クリスマスの大冒険
- ヒックとドラゴン 〜バーク島の冒険〜

### ナレーション
- まるっと!サタデー（TBSテレビ）

### ボイスオーバー
- 現代の驚異
- メガ・ムーバーズ
- ノストラダムスの失われた書 前・後編
- コロンブスの失われた航海 前・後編
- 突撃!大人の職業体験
- ひつじのショーンができるまで
- バイキング[13]

### ボイスドラマ
- VOMIC 悪魔で候（理事長）

### 舞台
- 真田風雲録
- 見よ飛行機の高く飛べるを
- 夜曲〜放火魔ツトムのやさしい夜〜（白百）
- 私の夢は舞う〜会津 八一博士の恋〜